# Curt A. Stark
Curt A. Stark (2 de febrero de 1880- 2 de octubre de 1916) fue un actor y director cinematográfico alemán, activo en la época del cine mudo.

## Biografía
Su verdadero nombre era Kurt Schöltzel-Stark, y nació en Saupark Springe, Alemania. Inició su carrera como actor en el año 1900 trabajando en el Harburger Theater y en provincias, y además en Berlín.
Desde 1905 a 1907 viajó por los Estados Unidos, actuando en el Deutschen Theater de Milwaukee, donde vivía una gran cantidad de emigrantes alemanes, buena parte de ellos casados con estadounidenses. A su regreso actuó en varios teatros de Berlín, entre ellos el Teatro Lessing y el Residenztheater.
Stark entró pronto en el joven medio cinematográfico, trabajando como actor y director en producciones de Oskar Messter. El 10 de octubre de 1912 se casó con su compañera de profesión Henny Porten, trabajando en melodramas y comedias en las que ella actuaba.
Con el estallido de la Primera Guerra Mundial en 1914, Stark fue llamado a filas, falleciendo en 1916 en el frente en Transilvania.

## Filmografía

### Actor
| - 1911: Perlen bedeuten Tränen - 1911: Der Müller und sein Kind - 1912: Der Kuß des Fürsten - 1912: Adressatin verstorben - 1912: Maskierte Liebe - 1912: Des Lebens Würfelspiel | - 1912: Der Schatten des Meeres - 1913: Ihr guter Ruf - 1913: Das Opfer - 1914: Adoptivkind - 1914: Das Tal des Traumes - 1914: Nordlandrose |

### Director
| - 1911: Das Liebesglück der Blinden - 1911: Liebe und Leidenschaft - 1912: Jung und Alt - 1912: Kämpfende Herzen - 1912: Maskierte Liebe - 1912: Um Haaresbreite - 1912: Henny Portens Reise nach Köln zur Eröffnung des Modernen Theaters - 1912: Der Schatten des Meeres - 1913: Der Feind im Land - 1913: Ihr guter Ruf - 1913: Eva - 1913: Mimosa-san - 1913: Erloschenes Licht - 1913: Der Weg des Lebens | - 1913: Das Opfer - 1913: Komtesse Ursel - 1913: Der wankende Glaube - 1914: Ihre Hoheit - 1914: Durchs Ziel - 1914: Gretchen Wendland - 1914: Die große Sünderin - 1914: Um das Glück betrogen - 1914: Das Tal des Traumes - 1914: Nordlandrose - 1914: Ein Überfall im Feindesland - 1914: Bergnacht - 1915: Alexandra |